# Вафахах, Голам
Голам Вафахах (перс. غلام وفاخواه‎; род. 23 февраля 1947, Тегеран) — иранский футболист, нападающий.

## Карьера

### Клубная карьера
На ранних этапах своей игровой карьеры был известен по выступлениям за клубы «Дараеи» и «Огаб». В 1969 году непродолжительное время выступал за «Персеполис», а в 1970 году играл за «Эстегляль». После этого он продолжил выступать за непрофессиональные и любительские команды, где позднее и завершил футбольную карьеру.

### Карьера в сборной
В 1968 году дебютировал в официальных матчах в составе национальной сборной Ирана. В 1972 году вместе с командой выступал на футбольном турнире летних Олимпийских игр в Мюнхене.
Всего в составе сборной принял участие в 15 матчах, отметившись четырьмя забытыми мячами.